# Honest Ed’s

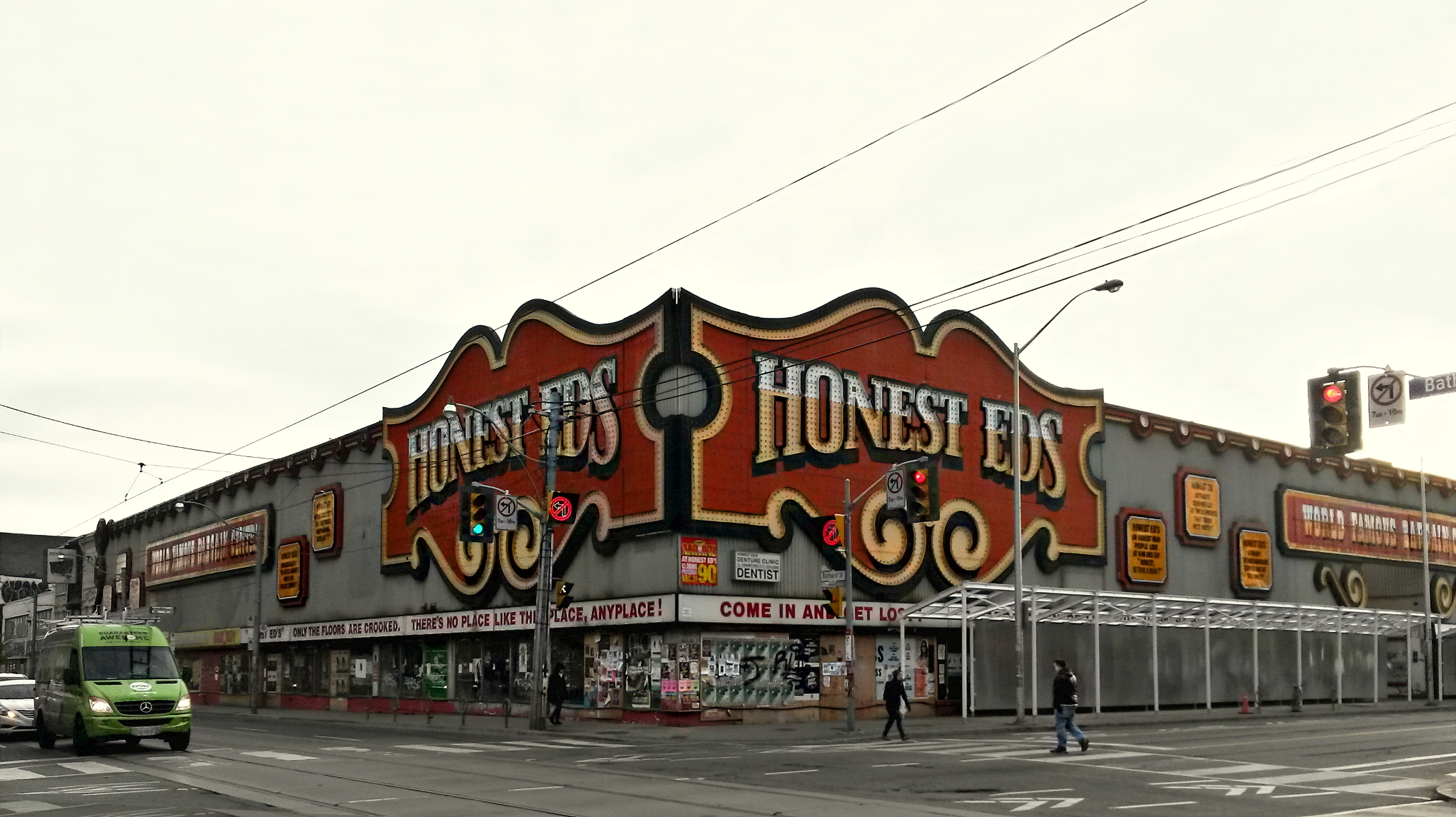
Blick von der Ecke Bathhurst/Bloor Street

Honest Ed’s war ein Kaufhaus in der Innenstadt von Toronto, Kanada, das durch die eigenwillige, auffallende Gestaltung seines Äußeren und der Verkaufsräume sowie einzelne verkaufsfördernde Maßnahmen bekannt wurde. Honest Ed's wurde am 31. Dezember 2016 geschlossen.

## Geschichte
Honest Ed’s erhielt seinen Namen nach seinem Gründer Ed Mirvish, der 1948 das Kaufhaus an der Ecke Bloor Street und Bathhurst Street gründete und es fast 60 Jahre lang leitete. Mirvish wurde in Colonial Beach in Virginia, USA geboren und ging als Kind mit seiner jüdischen Familie nach Toronto.
Der zweigeschossige Gebäudekomplex nahm einen ganzen Block ein und war an den Straßenfronten mit riesigen, in rot und gelb gehaltenen Reklametafeln bedeckt, die von 23.000 Glühbirnen beleuchtet wurden. Im Inneren waren die angebotenen, billigen Artikel bunt gemischt arrangiert, so dass man Winterkleidung neben Staubsaugern oder Lebensmittel neben Spielwaren fand. Dazwischen wurden Plakate von alten Filmen oder von Aufführungen der Theater des Gründers gezeigt. Weitere Dekorationen waren Fotos von Schauspielern und Musikern, die in Mirvishs Theatern in Toronto oder London aufgetreten sind. Die Preisschilder im Kaufhaus wurden noch mit Hand gemalt, genauso wie die Aussagen auf den Außenseiten wie zum Beispiel: Come in and Get Lost!. Ein weiteres Motto war:  Welcome, don't faint on low prices, there's no place to lie down!
Honest Ed’s wurde durch seine reißerischen Lockvogelangebote bekannt. Eine weitere bekannte Reklamemaßnahme war die Abgabe von kostenlosen, tiefgefrorenen Truthähnen vor Feiertagen wie Thanksgiving oder Weihnachten. Von 1988 bis zu seinem Tode richtete Mirvish seine Geburtstagsfeiern auf den Straßen vor seinem Kaufhaus aus, wobei kostenlos Kuchen, Getränke, Würstchen und Süßigkeiten verteilt wurden. Die Feiern fanden auch nach seinem Tod noch statt und wurden von Musikkapellen begleitet.
Im Juli 2013 wurde bekannt, dass Honest Ed’s zum Verkauf stünde und das Gelände mit Eigentumswohnungen bebaut werden solle. Später teilte David Mirvish, Honest Eds Sohn, mit, dass der Geschäftsbetrieb für zwei bis drei Jahre fortgeführt würde, bis die Bauplanung abgeschlossen sei. Der letzte Öffnungstag war der 31. Dezember 2016.

## Wirkungen im Kulturleben
Honest Ed’s war des Öfteren Schauplatz von Filmen und Fernsehshows, die in Toronto spielen, so zum Beispiel im Film The Long Kiss Goodnight, der in Deutschland mit dem Titel Tödliche Weihnachten lief. Ebenso konnte man das Kaufhaus im Hintergrund einer Szene im Film Scott Pilgrim gegen den Rest der Welt sehen.
Die aus Deutschland stammende Installationskünstlerin Iris Häussler zeigte im März 2009 die Installation und Aktion Honest Threads im Kaufhaus. In einer Art Boutique konnten Besucher Kleidungsstücke zusammen mit einer persönlichen Geschichte abgeben. Andere Besucher konnten die Kleidungsstücke für ein paar Tage entleihen und auf diese Art die Erfahrung machen, wie es sich in „anderer Leute Kleidung“ anfühlt.

## Veröffentlichungen
- Honest Ed Mirvish: How to Build an Empire on an Orange Crate or 121 Lessons I never Learned in School, 1996.